# Associated Press Athlete of the Year
Die Auszeichnung Associated Press Athlete of the Year wird seit 1931 von der Presseagentur Associated Press (kurz AP) in den USA vergeben und ist damit die älteste Auszeichnung für die sogenannten „Weltsportler des Jahres“. Seit der ersten Vergabe geht die Ehrung sowohl an einen männlichen Athleten als auch an eine Sportlerin des Jahres. Für die Wahl zum „Athlete of the Year“ kommen grundsätzlich Profisportler wie Amateure in Frage. Den Preisträger ermitteln Sportredakteure von Associated Press in einer jährlichen Wahl.
Wie bei der Auszeichnung zum Sports Illustrated Sportler des Jahres sind auch bei der Auszeichnung der Associated Press zwar Staatsbürger aller Länder als „Athlete of the Year“ wählbar, die Preisträger jedoch bis auf wenige Ausnahmen US-amerikanische.
| Jahr | Männer             | Männer                                       | Männer                          | Damen              | Damen                                      | Damen                                   |
| ---- | ------------------ | -------------------------------------------- | ------------------------------- | ------------------ | ------------------------------------------ | --------------------------------------- |
| 1931 | Vereinigte Staaten | Pepper Martin                                | Major League Baseball           | Vereinigte Staaten | Helene Madison                             | Schwimmsport                            |
| 1932 | Vereinigte Staaten | Gene Sarazen                                 | PGA Golf                        | Vereinigte Staaten | Babe Didrikson                             | Leichtathletik                          |
| 1933 | Vereinigte Staaten | Carl Hubbell                                 | Major League Baseball           | Vereinigte Staaten | Helen Jacobs                               | Tennis                                  |
| 1934 | Vereinigte Staaten | Dizzy Dean                                   | Major League Baseball           | Vereinigte Staaten | Virginia Van Wie                           | Golf                                    |
| 1935 | Vereinigte Staaten | Joe Louis                                    | Boxen                           | Vereinigte Staaten | Helen Wills Moody                          | Tennis                                  |
| 1936 | Vereinigte Staaten | Jesse Owens                                  | Leichtathletik                  | Vereinigte Staaten | Helen Stephens                             | Leichtathletik                          |
| 1937 | Vereinigte Staaten | Don Budge                                    | Tennis                          | Vereinigte Staaten | Katherine Rawls                            | Schwimmsport                            |
| 1938 | Vereinigte Staaten | Don Budge                                    | Tennis                          | Vereinigte Staaten | Patty Berg                                 | Golf                                    |
| 1939 | Vereinigte Staaten | Nile Kinnick                                 | College Football                | Vereinigte Staaten | Alice Marble                               | Tennis                                  |
| 1940 | Vereinigte Staaten | Tom Harmon                                   | College Football                | Vereinigte Staaten | Alice Marble                               | Tennis                                  |
| 1941 | Vereinigte Staaten | Joe DiMaggio                                 | Major League Baseball           | Vereinigte Staaten | Betty Hicks Newell                         | Golf                                    |
| 1942 | Vereinigte Staaten | Frank Sinkwich                               | College Football                | Vereinigte Staaten | Gloria Callen                              | Schwimmsport                            |
| 1943 | Schweden           | Gunder Hägg                                  | Leichtathletik                  | Vereinigte Staaten | Patty Berg                                 | Golf                                    |
| 1944 | Vereinigte Staaten | Byron Nelson                                 | PGA Golf                        | Vereinigte Staaten | Ann Curtis                                 | Schwimmsport                            |
| 1945 | Vereinigte Staaten | Byron Nelson                                 | PGA Golf                        | Vereinigte Staaten | Babe Didrikson Zaharias                    | Golf                                    |
| 1946 | Vereinigte Staaten | Glenn Davis                                  | College Football                | Vereinigte Staaten | Babe Didrikson Zaharias                    | Golf                                    |
| 1947 | Vereinigte Staaten | Johnny Lujack                                | College Football                | Vereinigte Staaten | Babe Didrikson Zaharias                    | Golf                                    |
| 1948 | Vereinigte Staaten | Lou Boudreau                                 | Major League Baseball           | Niederlande        | Fanny Blankers-Koen                        | Leichtathletik                          |
| 1949 | Vereinigte Staaten | Leon Hart                                    | College Football                | Vereinigte Staaten | Marlene Bauer                              | Golf                                    |
| 1950 | Vereinigte Staaten | Jim Konstanty                                | Major League Baseball           | Vereinigte Staaten | Babe Didrikson Zaharias                    | LPGA Golf                               |
| 1951 | Vereinigte Staaten | Dick Kazmaier                                | College Football                | Vereinigte Staaten | Maureen Connolly                           | Tennis                                  |
| 1952 | Vereinigte Staaten | Bob Mathias                                  | Leichtathletik                  | Vereinigte Staaten | Maureen Connolly                           | Tennis                                  |
| 1953 | Vereinigte Staaten | Ben Hogan                                    | PGA Golf                        | Vereinigte Staaten | Maureen Connolly                           | Tennis                                  |
| 1954 | Vereinigte Staaten | Willie Mays                                  | Major League Baseball           | Vereinigte Staaten | Babe Didrikson Zaharias                    | LPGA Golf                               |
| 1955 | Vereinigte Staaten | Howard "Hopalong" Cassady                    | College Football                | Vereinigte Staaten | Patty Berg                                 | LPGA Golf                               |
| 1956 | Vereinigte Staaten | Mickey Mantle                                | Major League Baseball           | Vereinigte Staaten | Patricia McCormick                         | Wasserspringen                          |
| 1957 | Vereinigte Staaten | Ted Williams                                 | Major League Baseball           | Vereinigte Staaten | Althea Gibson                              | Tennis                                  |
| 1958 | Vereinigte Staaten | Herb Elliott                                 | Leichtathletik                  | Vereinigte Staaten | Althea Gibson                              | Tennis                                  |
| 1959 | Schweden           | Ingemar Johansson                            | Boxen                           | Brasilien          | Maria Bueno                                | Tennis                                  |
| 1960 | Vereinigte Staaten | Rafer Johnson                                | Leichtathletik                  | Vereinigte Staaten | Wilma Rudolph                              | Leichtathletik                          |
| 1961 | Vereinigte Staaten | Roger Maris                                  | Major League Baseball           | Vereinigte Staaten | Wilma Rudolph                              | Leichtathletik                          |
| 1962 | Vereinigte Staaten | Maury Wills                                  | Major League Baseball           | Australien         | Dawn Fraser                                | Schwimmsport                            |
| 1963 | Vereinigte Staaten | Sandy Koufax                                 | Major League Baseball           | Vereinigte Staaten | Mickey Wright                              | LPGA Golf                               |
| 1964 | Vereinigte Staaten | Don Schollander                              | Schwimmsport                    | Vereinigte Staaten | Mickey Wright                              | LPGA Golf                               |
| 1965 | Vereinigte Staaten | Sandy Koufax                                 | Major League Baseball           | Vereinigte Staaten | Kathy Whitworth                            | LPGA Golf                               |
| 1966 | Vereinigte Staaten | Frank Robinson                               | Major League Baseball           | Vereinigte Staaten | Kathy Whitworth                            | LPGA Golf                               |
| 1967 | Vereinigte Staaten | Carl Yastrzemski                             | Major League Baseball           | Vereinigte Staaten | Billie Jean King                           | Tennis                                  |
| 1968 | Vereinigte Staaten | Denny McLain                                 | Major League Baseball           | Vereinigte Staaten | Peggy Fleming                              | Eiskunstlauf                            |
| 1969 | Vereinigte Staaten | Tom Seaver                                   | Major League Baseball           | Vereinigte Staaten | Debbie Meyer                               | Schwimmsport                            |
| 1970 | Vereinigte Staaten | George Blanda                                | National Football League        | Taiwan             | Chi Cheng                                  | Leichtathletik                          |
| 1971 | Vereinigte Staaten | Lee Trevino                                  | PGA Golf                        | Australien         | Evonne Goolagong                           | Tennis                                  |
| 1972 | Vereinigte Staaten | Mark Spitz                                   | Schwimmsport                    | Sowjetunion        | Olga Korbut                                | Kunstturnen                             |
| 1973 | Vereinigte Staaten | O.J. Simpson                                 | National Football League        | Vereinigte Staaten | Billie Jean King                           | Tennis                                  |
| 1974 | Vereinigte Staaten | Muhammad Ali                                 | Boxen                           | Vereinigte Staaten | Chris Evert                                | Tennis                                  |
| 1975 | Vereinigte Staaten | Fred Lynn                                    | Major League Baseball           | Vereinigte Staaten | Chris Evert                                | Tennis                                  |
| 1976 | Vereinigte Staaten | Bruce Jenner                                 | Leichtathletik                  | Rumänien           | Nadia Comăneci                             | Kunstturnen                             |
| 1977 | Vereinigte Staaten | Steve Cauthen                                | Pferderennen                    | Vereinigte Staaten | Chris Evert                                | Tennis                                  |
| 1978 | Vereinigte Staaten | Ron Guidry                                   | Major League Baseball           | Vereinigte Staaten | Nancy Lopez                                | LPGA Golf                               |
| 1979 | Vereinigte Staaten | Willie Stargell                              | Major League Baseball           | Vereinigte Staaten | Tracy Austin                               | Tennis                                  |
| 1980 | Vereinigte Staaten | US-amerikanische Eishockeynationalmannschaft | Eishockey                       | Vereinigte Staaten | Chris Evert                                | Tennis                                  |
| 1981 | Vereinigte Staaten | John McEnroe                                 | Tennis                          | Vereinigte Staaten | Tracy Austin                               | Tennis                                  |
| 1982 | Kanada             | Wayne Gretzky                                | National Hockey League          | Vereinigte Staaten | Mary Decker                                | Leichtathletik                          |
| 1983 | Vereinigte Staaten | Carl Lewis                                   | Leichtathletik                  | Vereinigte Staaten | Martina Navrátilová                        | Tennis                                  |
| 1984 | Vereinigte Staaten | Carl Lewis                                   | Leichtathletik                  | Vereinigte Staaten | Mary Lou Retton                            | Kunstturnen                             |
| 1985 | Vereinigte Staaten | Dwight Gooden                                | Major League Baseball           | Vereinigte Staaten | Nancy Lopez                                | LPGA Golf                               |
| 1986 | Vereinigte Staaten | Larry Bird                                   | National Basketball Association | Vereinigte Staaten | Martina Navrátilová                        | Tennis                                  |
| 1987 | Kanada             | Ben Johnson                                  | Leichtathletik                  | Vereinigte Staaten | Jackie Joyner-Kersee                       | Leichtathletik                          |
| 1988 | Vereinigte Staaten | Orel Hershiser                               | Major League Baseball           | Vereinigte Staaten | Florence Griffith-Joyner                   | Leichtathletik                          |
| 1989 | Vereinigte Staaten | Joe Montana                                  | National Football League        | BR Deutschland     | Steffi Graf                                | Tennis                                  |
| 1990 | Vereinigte Staaten | Joe Montana                                  | National Football League        | Vereinigte Staaten | Beth Daniel                                | LPGA Golf                               |
| 1991 | Vereinigte Staaten | Michael Jordan                               | National Basketball Association | Jugoslawien        | Monica Seles                               | Tennis                                  |
| 1992 | Vereinigte Staaten | Michael Jordan                               | National Basketball Association | BR Jugoslawien     | Monica Seles                               | Tennis                                  |
| 1993 | Vereinigte Staaten | Michael Jordan                               | National Basketball Association | Vereinigte Staaten | Sheryl Swoopes                             | College-Basketball                      |
| 1994 | Vereinigte Staaten | George Foreman                               | Boxen                           | Vereinigte Staaten | Bonnie Blair                               | Eisschnelllauf                          |
| 1995 | Vereinigte Staaten | Cal Ripken, Jr.                              | Major League Baseball           | Vereinigte Staaten | Rebecca Lobo                               | College-Basketball                      |
| 1996 | Vereinigte Staaten | Michael Johnson                              | Leichtathletik                  | Vereinigte Staaten | Amy Van Dyken                              | Schwimmsport                            |
| 1997 | Vereinigte Staaten | Tiger Woods                                  | PGA Golf                        | Schweiz            | Martina Hingis                             | Tennis                                  |
| 1998 | Vereinigte Staaten | Mark McGwire                                 | Major League Baseball           | Südkorea           | Se Ri Pak                                  | LPGA Golf                               |
| 1999 | Vereinigte Staaten | Tiger Woods                                  | PGA Golf                        | Vereinigte Staaten | US-amerikanische Fußballnationalmannschaft | Fußball                                 |
| 2000 | Vereinigte Staaten | Tiger Woods                                  | PGA Golf                        | Vereinigte Staaten | Marion Jones                               | Leichtathletik                          |
| 2001 | Vereinigte Staaten | Barry Bonds                                  | Major League Baseball           | Vereinigte Staaten | Jennifer Capriati                          | Tennis                                  |
| 2002 | Vereinigte Staaten | Lance Armstrong                              | Radsport                        | Vereinigte Staaten | Serena Williams                            | Tennis                                  |
| 2003 | Vereinigte Staaten | Lance Armstrong                              | Radsport                        | Schweden           | Annika Sörenstam                           | LPGA Golf                               |
| 2004 | Vereinigte Staaten | Lance Armstrong                              | Radsport                        | Schweden           | Annika Sörenstam                           | LPGA Golf                               |
| 2005 | Vereinigte Staaten | Lance Armstrong                              | Radsport                        | Schweden           | Annika Sörenstam                           | LPGA Golf                               |
| 2006 | Vereinigte Staaten | Tiger Woods                                  | PGA Golf                        | Mexiko             | Lorena Ochoa                               | LPGA Golf                               |
| 2007 | Vereinigte Staaten | Tom Brady                                    | National Football League        | Mexiko             | Lorena Ochoa                               | LPGA Golf                               |
| 2008 | Vereinigte Staaten | Michael Phelps                               | Schwimmsport                    | Vereinigte Staaten | Candace Parker                             | Women’s National Basketball Association |
| 2009 | Vereinigte Staaten | Jimmie Johnson                               | NASCAR                          | Vereinigte Staaten | Serena Williams                            | Tennis                                  |
| 2010 | Vereinigte Staaten | Drew Brees                                   | National Football League        | Vereinigte Staaten | Lindsey Vonn                               | Ski Alpin                               |
| 2011 | Vereinigte Staaten | Aaron Rodgers                                | National Football League        | Vereinigte Staaten | Abby Wambach                               | Fußball                                 |
| 2012 | Vereinigte Staaten | Michael Phelps                               | Schwimmsport                    | Vereinigte Staaten | Gabrielle Douglas                          | Gerätturnen                             |
| 2013 | Vereinigte Staaten | LeBron James                                 | National Basketball Association | Vereinigte Staaten | Serena Williams                            | Tennis                                  |
| 2014 | Vereinigte Staaten | Madison Bumgarner                            | Major League Baseball           | Vereinigte Staaten | Mo'ne Davis                                | Little League Baseball                  |
| 2015 | Vereinigte Staaten | Stephen Curry                                | National Basketball Association | Vereinigte Staaten | Serena Williams                            | Tennis                                  |
| 2016 | Vereinigte Staaten | LeBron James                                 | National Basketball Association | Vereinigte Staaten | Simone Biles                               | Gerätturnen                             |
| 2017 | Venezuela          | José Altuve                                  | Major League Baseball           | Vereinigte Staaten | Katie Ledecky                              | Schwimmsport                            |
| 2018 | Vereinigte Staaten | LeBron James                                 | National Basketball Association | Vereinigte Staaten | Serena Williams                            | Tennis                                  |
| 2019 | Vereinigte Staaten | Kawhi Leonard                                | National Basketball Association | Vereinigte Staaten | Simone Biles                               | Gerätturnen                             |
| 2020 | Vereinigte Staaten | LeBron James                                 | National Basketball Association | Japan              | Naomi Ōsaka                                | Tennis                                  |
| 2021 | Japan              | Shohei Ohtani                                | Major League Baseball           | Vereinigte Staaten | Candace Parker                             | Women’s National Basketball Association |
| 2022 | Vereinigte Staaten | Aaron Judge                                  | Major League Baseball           | Vereinigte Staaten | Katie Ledecky                              | Schwimmsport                            |
| 2023 | Japan              | Shohei Ohtani                                | Major League Baseball           | Vereinigte Staaten | Simone Biles                               | Gerätturnen                             |
| 2024 | Japan              | Shohei Ohtani                                | Major League Baseball           | Vereinigte Staaten | Caitlin Clark                              | Women’s National Basketball Association |